# ダマスカス (バージニア州)
ダマスカス（英語: Damascus）は、アメリカ合衆国バージニア州ワシントン郡の町。人口は788人（2020年国勢調査）。
キングスポート・ブリストル・ブリストル大都市圏の一部であり、更にトライシティーズ広域都市圏の一部でもある。

## 歴史
最も古い記録は18世紀に遡り、開拓者ダニエル・ブーンがケンタッキー州遠征時に道を切り開いたとされる。遠征隊の一員であったヘンリー・モック（Henry Mock）は1821年に家族と共に移住し、モックスミル（Mock's Mill）と呼ばれるコミュニティを設立した。
1886年、元アメリカ連合国将軍のジョン・D・インボデンはモック家からモックスミルを購入した。インボデンは周辺の丘に大量の鉄鉱石が埋蔵されていると信じており、ダマスカス鋼で有名なシリアの都市ダマスカスにちなみダマスカス（Damascus）と名付けた。実際は鉄の鉱床は地表にしか無かったため鉱業は振るわなかったが、森林地帯に位置していたことから木材の一大産地となった。1912年にはワシントン郡がペンシルバニア州全体を上回る量の木材を産出したとされ、そのほとんどがダマスカス地域で生産されていた。一方で過剰な伐採は著しい環境破壊を招き、山ははげ山と化した。連邦政府は環境保護と回復を目的に、ダマスカス周辺の大半の土地を買収した。木材による繁栄は25年間続いた。
20世紀後半にアパラチアン・トレイルとバージニア・クリーパー・トレイルが整備されると、経由地のダマスカスは観光業が主要産業となった。

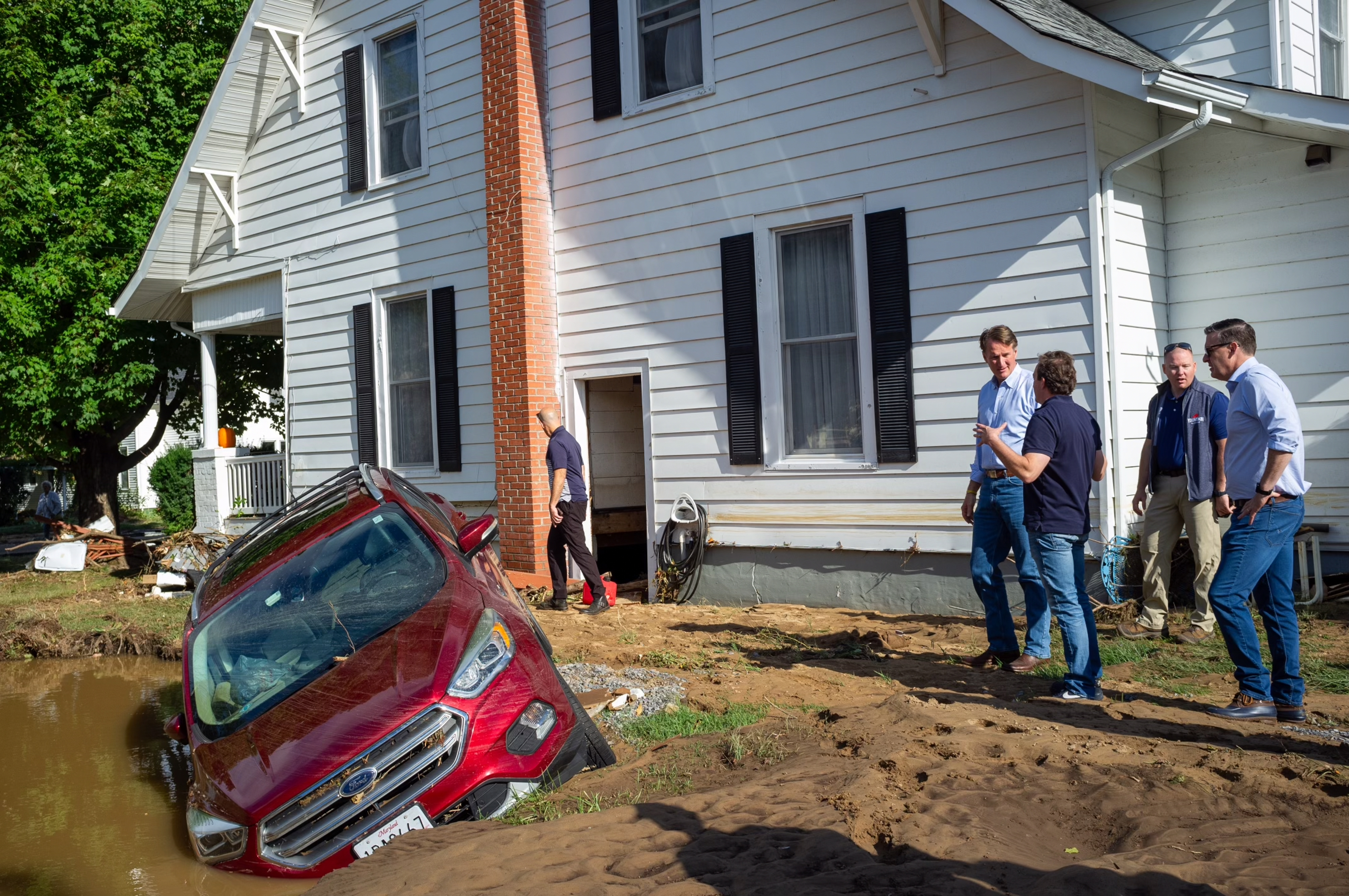
ハリケーン・ヘレンによる被害（2024年9月28日撮影）

2024年9月、ハリケーン・ヘレンの影響により、洪水が発生し町は壊滅的な被害を受けた。幸いにも死者は出なかった。2025年1月27日、J・D・ヴァンス副大統領とグレン・ヤンキン州知事はダマスカスを訪問し、ハリケーン・ヘレンの生存者と面会し、復興の進捗状況を確認した。

## 地理
バージニア州南部に位置し、テネシー州との州境から北へ2キロメートルの場所に位置する。町を国道58号線が通過しているほか、町の北側をバージニア州道91号線が通過する。
アメリカ合衆国国勢調査局によると、2023年の総面積は0.826平方マイル (2.14 km2)で、そのうち陸地は0.797平方マイル (2.06 km2)、水域は0.029平方マイル (0.075 km2)、割合は3.51パーセントである。

## 住民
2020年国勢調査によると人口は788人である。人種別だと白人が約9割を占める。
| 人種 / 民族 (NH = 非ヒスパニック)           | 人口 | 割合   |
| ------------------------------------------- | ---- | ------ |
| 白人 (NH)                                   | 737  | 98.98% |
| アフリカ系アメリカ人 (NH)                   | 4    | 0.51%  |
| ネイティブ・アメリカン・アラスカ先住民 (NH) | 1    | 0.13%  |
| アジア系アメリカ人 (NH)                     | 0    | 0.00%  |
| 太平洋諸島系 (NH)                           | 0    | 0.00%  |
| その他の人種 (NH)                           | 3    | 0.38%  |
| 混血 (NH)                                   | 35   | 4.44%  |
| ヒスパニック/ラテン系アメリカ人             | 8    | 1.02%  |
| 合計                                        | 788  | 100%   |

## フェスティバル

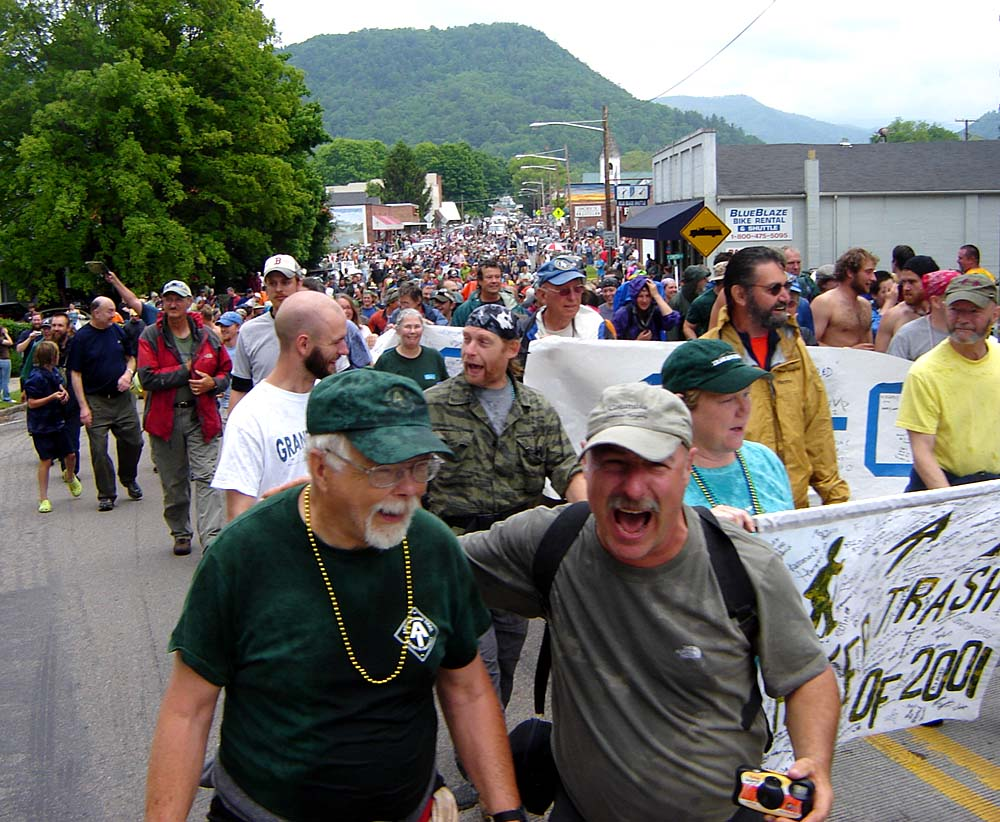
トレイルデイズ・フェスティバル（2006年撮影）

ダマスカスは、毎年開催されるトレイルデイズ・フェスティバル（Trail Days Festival）の開催地であり、アパラチアン・トレイル、アメリカ合衆国自転車道76号線、アイアンマウンテン・トレイル、バージニア・クリーパー・トレイル、MABDRオートバイ・トレイルなど、5つの美しいトレイルが町に集まっていることから、トレイルタウンUSA（Trail Town USA）として知られている。またダニエル・ブーン・ヘリテージ・トレイルとクルックドロード・ミュージック・ヘリテージ・トレイルも町を通過する。
トレイルデイズ・フェスティバルは毎年5月中旬ごろに開催され、2万人を超える観光客が訪れる、アパラチアン・トレイルのハイカーの最大の集まりとなっている。
2013年5月18日、フェスティバルのハイカーパレードに自動車が突っ込み、60人ほどが負傷した。一部の負傷者は救急車やヘリコプターで地域の病院に搬送されたほか、重症者もいた。